# Navi di Nemi

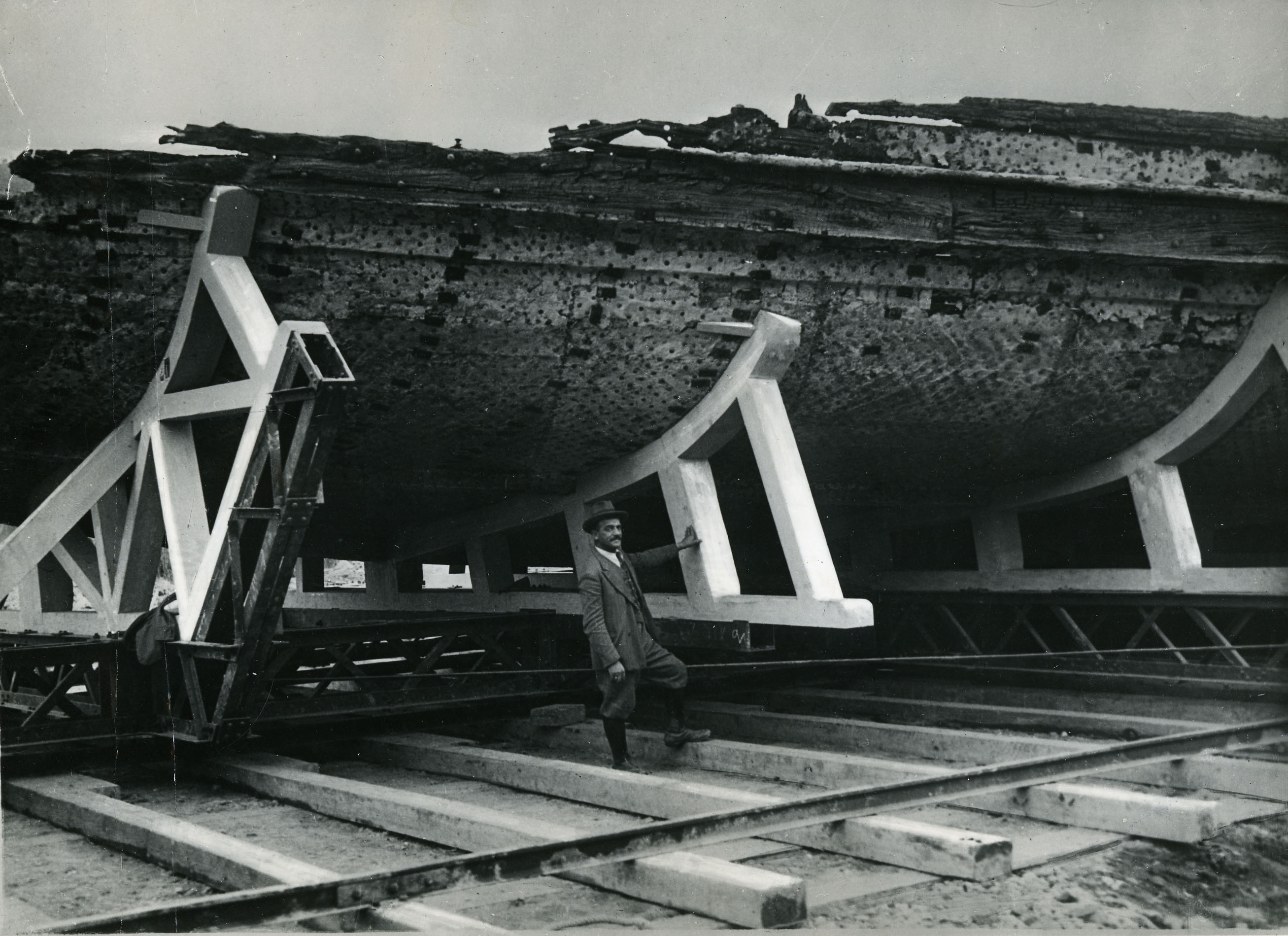
La prima nave posizionata sull'invasatura, sorretta da un carrello in ferro, scorrente su rotaie. Una persona non identificata posa appoggiata all'invasatura.

Le Navi di Nemi erano due navi imperiali romane attribuibili all'imperatore Caligola, affondate sul fondo del lago di Nemi, recuperate in una impresa archeologica condotta dal 1928 al 1932. Il recupero fornì uno dei contributi più importanti alla conoscenza della tecnica navale romana.

## Storia

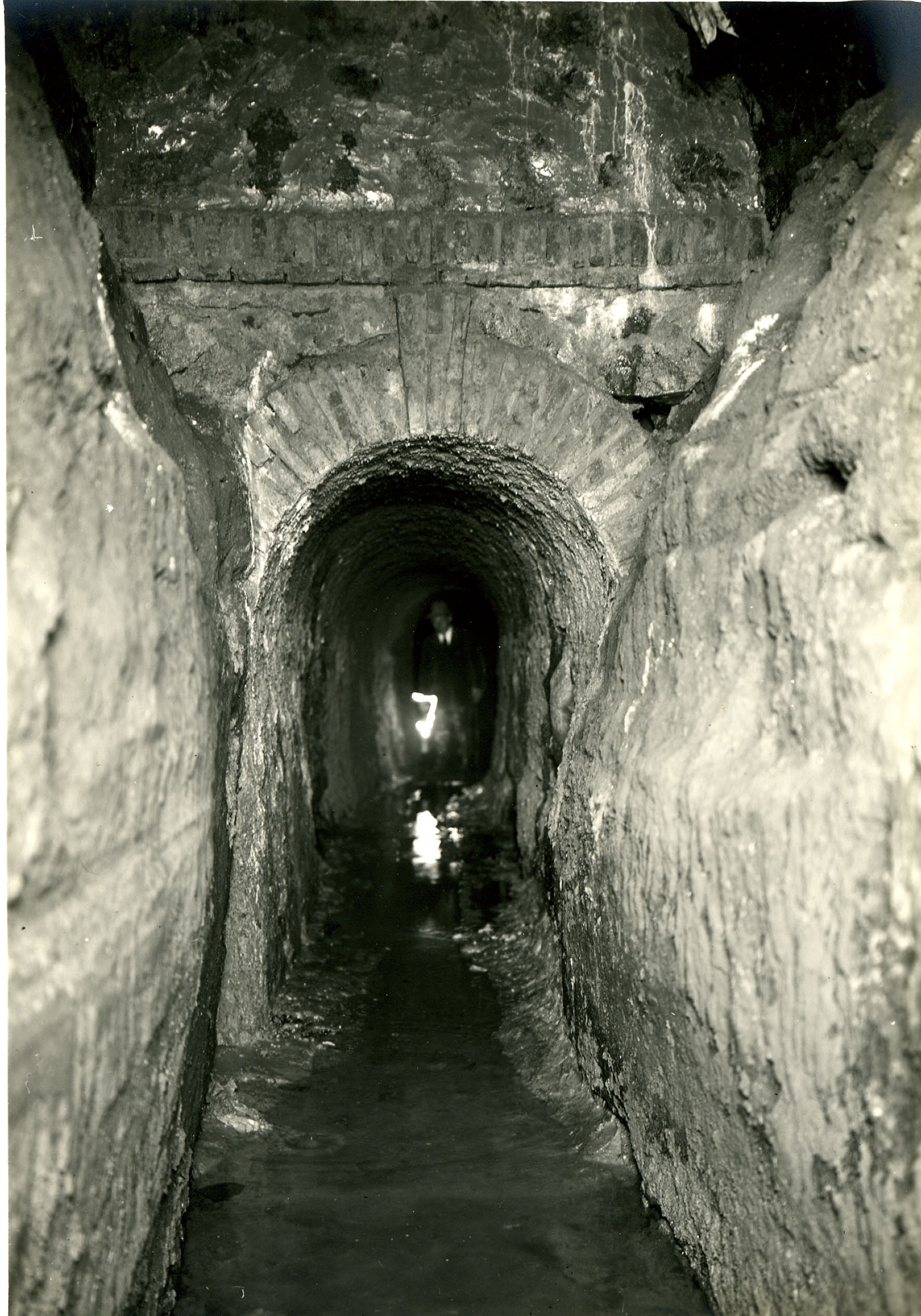
Navi di Nemi. Interno dell'emissario romano, dopo i lavori di sistemazione

Il lago di Nemi, di origine vulcanica, si trova a circa trenta chilometri a sud di Roma, sui Colli Albani. La zona era abitata fin dalla preistoria e in epoca romana qui sorgeva il Tempio di Diana Aricina, centro religioso e politico importante e frequentato.
La leggenda dell'esistenza di due grandi navi sommerse sul fondo del lago, forse custodi di favolosi tesori, veniva tramandata dagli abitanti del luogo ed era supportata dai recuperi casuali effettuati dai pescatori. A partire dal Rinascimento si prova a riportare alla luce le imbarcazioni: tentativi che hanno conseguenze drammatiche sugli scafi, che ne devastano le strutture, asportando reperti e legname. Di fatto le navi sono troppo grandi e pesanti per essere ripescate, ma di questo ci si renderà conto solo alla fine dell'Ottocento.
Il primo tentativo conosciuto risale al 1446, quando il cardinale Prospero Colonna, signore di Nemi, incarica del recupero l'architetto Leon Battista Alberti. Il resoconto dell'impresa è narrato da Flavio Biondo nella sua Italia illustrata: grazie ad alcuni esperti nuotatori genovesi, si esplora la nave più vicina a riva, determinandone distanza e profondità; poi se ne tenta il recupero mediante una piattaforma galleggiante munita di corde e uncini.
Nel 1535, il bolognese Francesco De Marchi compie una serie di immersioni, di cui dà conto nella sua opera Della Architettura Militare. Utilizzando una speciale campana di legno munita di oblò in vetro, che protegge la parte superiore del corpo lasciando libere gambe e braccia e permettendo la respirazione, De Marchi determina le dimensioni dello scafo più vicino a riva e il suo stato di conservazione.
Passano tre secoli. Il 10 settembre 1827 il cavaliere Annesio Fusconi al cospetto di un folto pubblico, utilizzando una campana di Halley dotata di una pompa d'aria, raggiunge i relitti e asporta marmi, smalti, mosaici, frammenti di colonne metalliche, laterizi, chiodi. Il legname recuperato viene poi utilizzato per realizzare souvenir. Il maltempo interrompe i lavori, il materiale recuperato viene depredato e il Fusconi abbandona l'impresa. Pubblica i risultati del suo lavoro in un volume dal curioso titolo Memoria archeologico-idraulica sulla nave dell'imperator Tiberio, pubblicato a Roma nel 1839.

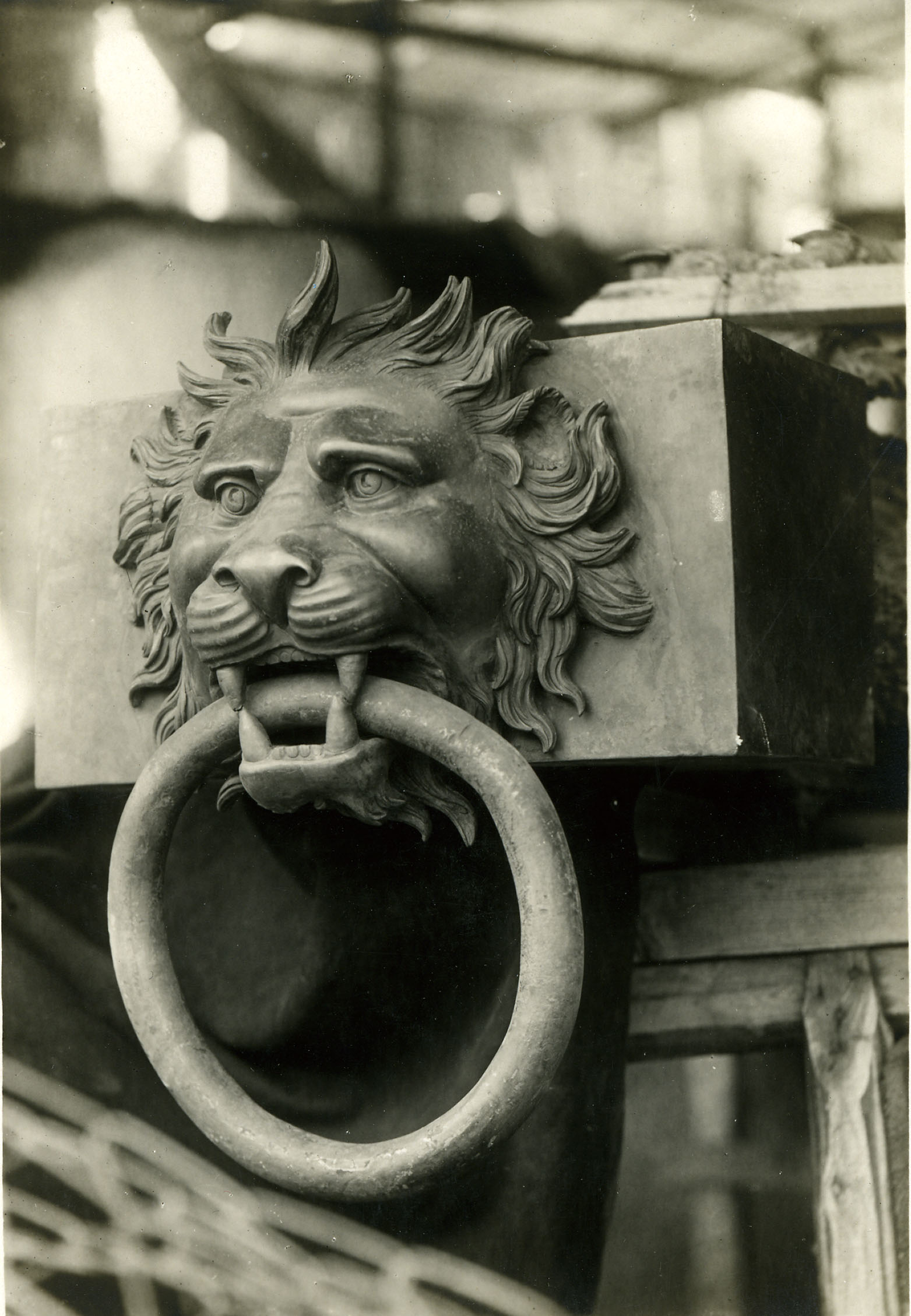
Navi di Nemi. Elemento decorativo in bronzo per testa di trave, rappresentante una testa di leone che stringe fra i denti un anello

L'ultima operazione prima dell'intervento dello Stato è quella condotta da Eliseo Borghi nel 1895, intervento condotto su incarico della famiglia Orsini e autorizzato dal Ministero della pubblica istruzione. Grazie al lavoro di un palombaro viene riportata alla luce la bellissima ghiera in bronzo di un timone, lavorata a rilievo con una testa di leone. Vengono riportati alla luce anche attrezzi e oggetti, pilastrini in bronzo, protome ferine, tegole in rame dorato, mosaici, lastre in porfido, laterizi ma anche rulli sferici e cilindrici, testimonianza delle conoscenze tecniche romane, che fanno ipotizzare la presenza sulle navi di piattaforme girevoli.
La maggior parte del materiale recuperato viene acquistato dal Museo Nazionale Romano, mentre altri reperti prendono la strada del mercato antiquario.
A seguito dell'opera del Borghi, il Ministero della pubblica Istruzione impone la cessazione dei tentativi di recupero, che stavano progressivamente demolendo gli scafi e, con la collaborazione del Ministero della Marina, inizia la fase delle ricerche condotte con rigore scientifico. L'incarico viene assegnato all'ingegnere Vittorio Malfatti, tenente colonnello del Genio Navale: nel corso del 1895 e del 1896 Malfatti identifica con certezza posizione e stato delle due navi, esegue il rilievo generale del lago ed esplora la parte accessibile dell'emissario. Scarta quindi l'ipotesi di un sollevamento diretto degli scafi, privilegiando quella di un abbassamento del livello delle acque del lago. La relazione suscita plausi e adesioni, ma i tempi non sono ancora maturi per un intervento.
Nel 1926 viene istituita una nuova commissione incaricata dello studio del recupero: ne fanno parte periti, archeologi e ingegneri, sotto la guida dell'archeologo e senatore Corrado Ricci. I risultati della commissione confermano l'opera di Malfatti e indicano la via da seguire: svuotamento parziale del lago fino a 22 metri di profondità per mezzo dell'emissario; indagini archeologiche sulle navi emerse; esplorazione del fondo del lago alla ricerca di reperti; sollevamento degli scafi e loro ricovero in un museo da realizzarsi appositamente. Il 9 aprile 1927, in un discorso alla Reale Società Romana di Storia Patria, il Capo del Governo Benito Mussolini annuncia la decisione di recuperare le navi sommerse.

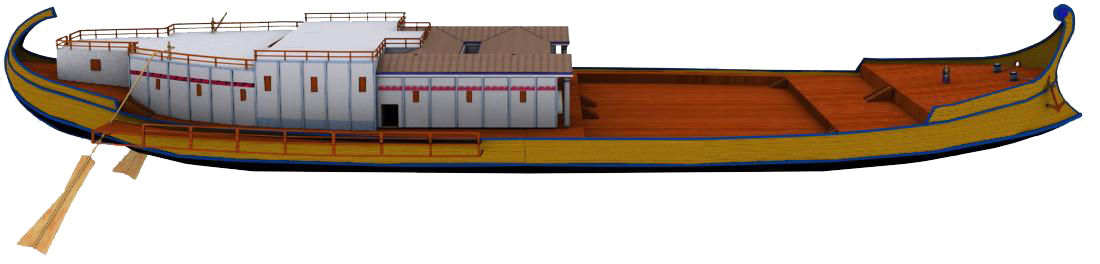
Ipotesi ricostruttiva della nave A, secondo vari studi.

### Il recupero
Nei lavori svolti dalla commissione Ricci, era stata coinvolta anche la società Costruzioni Meccaniche Riva di Milano, specializzata nella produzione di pompe e turbine idrauliche. Il direttore generale della società ingegnere Guido Ucelli, uomo di profonda e vasta cultura, alla fine del 1927 offre al governo mezzi e opera per il compimento dell'impresa. Le società Costruzioni Meccaniche Riva, Elettricità e Gas di Roma, Laziale di Elettricità si riuniscono così a costituire il Comitato Industriale per lo scoprimento delle Navi Nemorensi.
Firmano quindi una prima convenzione con il governo, in cui si impegnano allo svaso del lago mediante l'utilizzo di un impianto idrovoro fornito dalla Riva, che scarichi le acque attraverso l'emissario già utilizzato dagli antichi romani per regolare il livello delle acque, evitando così l'eventuale inondazione del santuario di Diana.

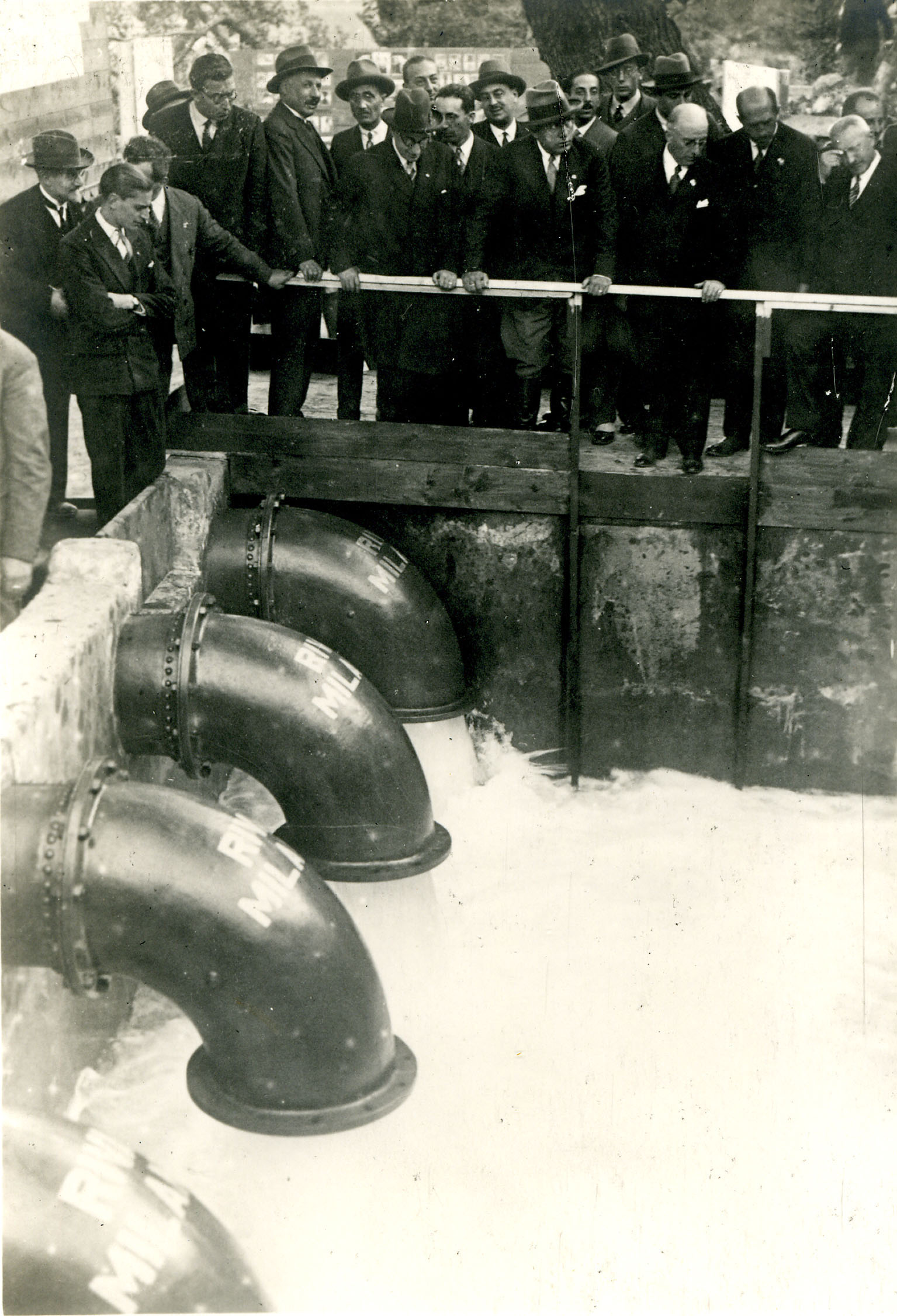
Navi di Nemi. 20 ottobre 1928. Al centro della foto, Benito Mussolini, appoggiato alla balaustra e con il cappello in capo, circondato da altre personalità, osserva l'impianto idrovoro fornito dalla società Costruzioni Meccaniche Riva di Milano, per lo svuotamento del lago di Nemi

Si compiono i lavori preliminari: lo scavo della vasca di scarico per le pompe e di un nuovo canale in Valle Ariccia per il deflusso delle acque al mare; il posizionamento delle linee elettriche, dei trasformatori e delle idrovore.
Le premesse per la rapida riuscita dell'impresa si fondavano tutte sulla possibilità di un utilizzo immediato dell'emissario ma le condizioni della galleria si rivelano peggiori del previsto: il cunicolo risulta franato in più punti e ostruito dai materiali. Venute meno le premesse, la prima convenzione viene annullata e il 15 giugno 1928 ne viene firmata una nuova con cui il Comitato si impegna, senza alcun rimborso spese o altro beneficio a suo favore, a portare a compimento il recupero delle navi, concordando i lavori con il Genio Civile di Roma. Vengono impiantati due cantieri: il primo in corrispondenza dell'imbocco dell'emissario, il secondo in Valle Ariccia. In quattro mesi, da giugno a ottobre 1928, grazie all'impiego di settanta operai organizzati su tre turni di otto ore ciascuno, si asportano i detriti, si allarga la galleria, se ne rettifica il percorso, si livella la pavimentazione. Il 20 ottobre 1928 Mussolini avvia lo svuotamento del lago, mettendo in funzione l'impianto idrovoro fornito dalla Riva. Il 31 dicembre i metri cubi di acqua estratti sono circa 5 milioni, la metà di quanto occorre per l'emersione della poppa della prima nave.
Per gli aspetti sismici e geologici, i lavori vengono svolti sotto la sorveglianza dell'Osservatorio Geofisico di Rocca di Papa. Il progressivo assestamento della sponda del lago su cui si trovano le tubazioni aspiranti provoca spostamenti del terreno incompatibili con la tenuta delle giunzioni, costringendo al consolidamento della sponda mediante palafitte. 

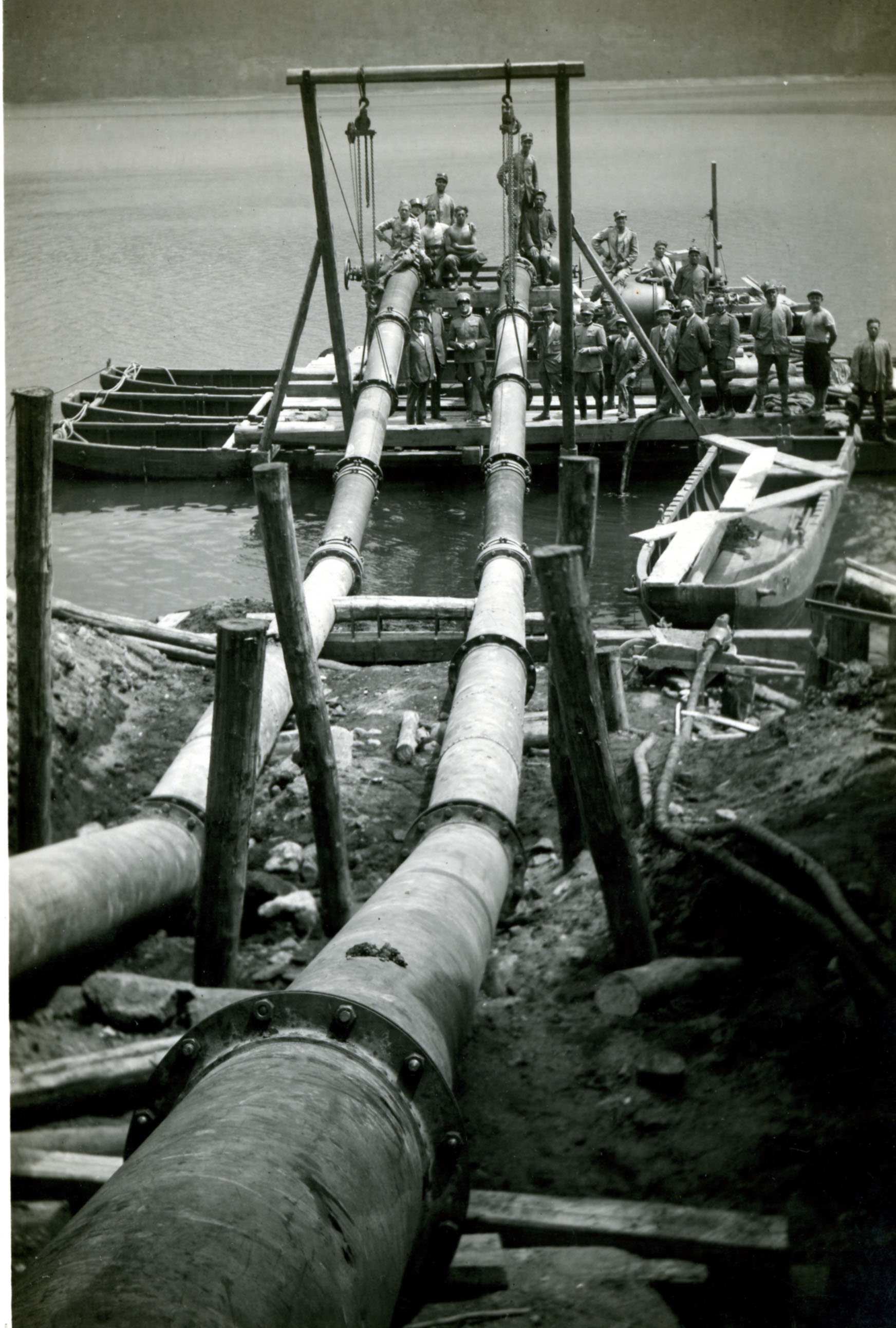
Navi di Nemi. Primo piano dei tubi che collegano le elettropompe montate su un pontone galleggiante alle tubazioni rigide poste a riva. Sul pontone sono in posa per il fotografo gli operai, i militari e il personale tecnico che ha curato il lavoro

A marzo viene installata una seconda stazione di pompaggio quattro metri più in basso rispetto alla prima e dal mese di aprile, a causa dei continui smottamenti, le elettropompe vengono montate su un pontone galleggiante, collegato con tubi flessibili alle tubazioni rigide poste a riva.
Il 28 marzo 1929 affiorarono le strutture più alte della prima nave, rivelando immediatamente l'importanza archeologica del ritrovamento.

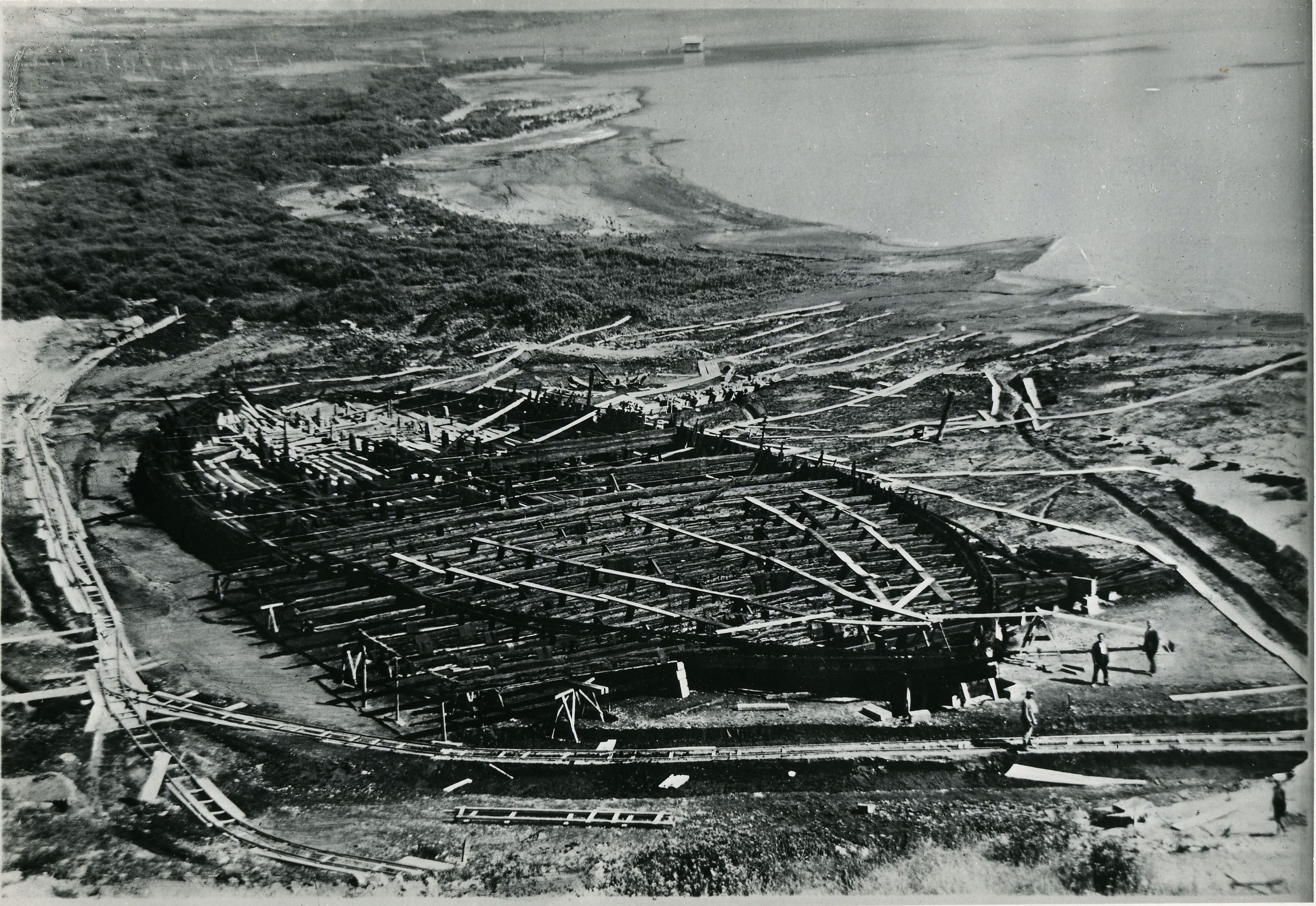
Veduta aerea dello scafo della seconda nave di Nemi, completamente emerso dalle acque.

Emergono armi, monete, decorazioni, attrezzi, ami da pesca, chiavi; si annota la posizione di ogni reperto, si analizza ogni particolare con metodo scientifico.
Il 7 settembre, abbassato il livello delle acque di ben ventidue metri, la prima nave risulta completamente emersa e alla fine di gennaio 1930 affiora anche la seconda.
Tuttavia l'entità delle spese sconsiglia il prosieguo dell'impresa. I lavori vengono quindi interrotti fino al 6 novembre 1930 quando il Consiglio dei ministri delibera la ripresa dei lavori, grazie all'accordo con la Marina Militare e con i ministeri dei Lavori pubblici e dell'Educazione nazionale. Alla fine del 1932 anche il secondo relitto viene recuperato. In un primo tempo le navi vengono ricoverate sulla riva del lago, protette da teloni bagnati che limitano l'essiccazione del legno e da un hangar per dirigibili.

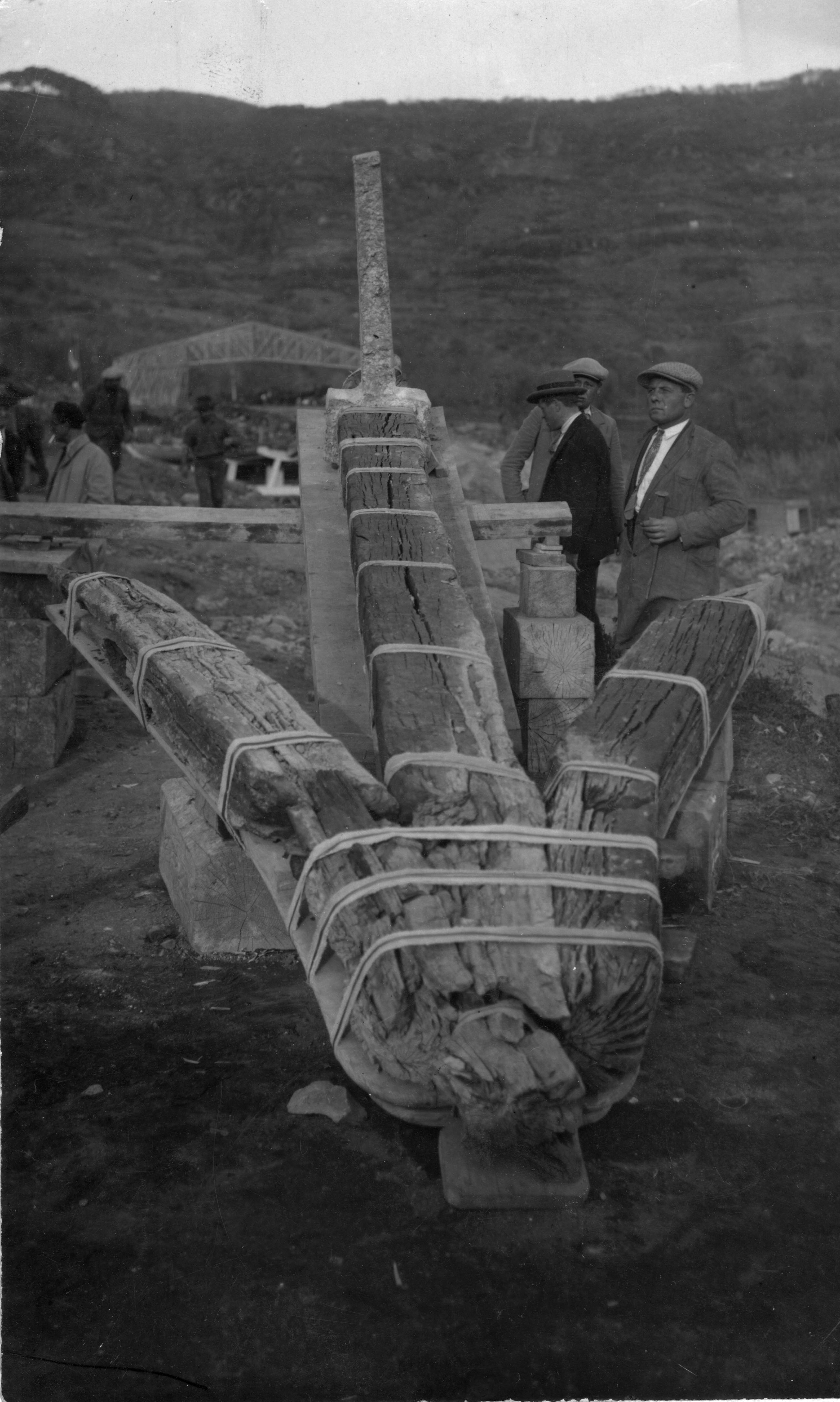
Navi di Nemi. Primo piano dell'ancora in legno con ceppo in piombo.

Successivamente viene costruito il Museo delle Navi romane, progettato dall'architetto Vittorio Ballio Morpurgo. Nel 1935 la prima nave viene trainata all'interno dell'edificio; il 20 gennaio 1936 viene posizionata anche la seconda. Solo dopo viene terminata la facciata del museo, che viene inaugurato il 21 aprile 1940.
Il resoconto del recupero, i rilievi, le indagini, le analisi vengono poi pubblicati da Ucelli e da altri studiosi nel volume Le navi di Nemi, pubblicato in diverse edizioni dall'Istituto Poligrafico e Zecca dello Stato, a partire dal 1940. Il fondo Navi di Nemi dell'archivio storico del Museo nazionale della scienza e della tecnologia Leonardo da Vinci conserva la documentazione relativa all'impresa del recupero.

### Motu proprio
A seguito della riuscita dell'impresa, che ebbe ampia eco negli ambienti scientifici e archeologici di tutto il mondo, re Vittorio Emanuele III con decreto Motu proprio del 26 febbraio 1942 concede a Guido Ucelli il titolo di nobile, il predicato “di Nemi”, lo stemma nobiliare. Lo stemma è "Di rosso alla prua di nave romana d'argento, uscente dal lato destro dello scudo, bordata d'oro e con fascia dello stesso: all'ancora di nero addestrata dal ceppo mobile pure di nero, attraversanti in palo; la prua sinistrata da un giglio d'oro".
Ucelli sceglie come motto la frase "Secundo adversoque vento", con il vento favorevole e contrario.

### La distruzione delle navi
Nella notte fra il 31 maggio e il 1º giugno 1944, un violento incendio devasta il museo, distruggendo le navi: si salva solo quanto portato in precedenza a Roma. Viene istituita una Commissione per accertare le cause del rogo di cui fanno parte architetti, ingegneri, il comandante dei vigili del fuoco e un esperto di artiglieria. I custodi, testimoni diretti degli avvenimenti, riferiscono che nei giorni precedenti una batteria di artiglieria tedesca composta da quattro cannoni si era posizionata nei pressi dell'edificio; i soldati si erano sistemati all'interno del museo, allontanando i custodi e le loro famiglie. 

Nei giorni seguenti, l'aviazione anglo-americana aveva bombardato la zona, provocando qualche danno alle strutture ma nessun incendio. I bombardamenti si erano ripetuti anche la mattina del 31 maggio ed in serata si era svolto un furioso cannoneggiamento della zona, terminato alle ore 20:15 circa. Un'ora più tardi il custode notava un lume vagare all'interno dell'edificio: il bagliore fu in seguito considerato una prova che quella sera i tedeschi si stessero muovendo nell'oscurità dell'edificio con l'intento di dar fuoco alle navi. Alle ventidue, quasi due ore dopo il termine del cannoneggiamento, era divampato l'incendio, che aveva assunto immediatamente vaste proporzioni. 
Andarono distrutti gli scafi, le ancore, un timone e alcune imbarcazioni più piccole; si salvano i reperti artistici e tutto il materiale trasportabile, precedentemente portato al sicuro a Roma dai tedeschi stessi. I tedeschi abbandonarono la loro postazione il 2 giugno, mentre gli americani arrivarono due giorni dopo, senza trovare più alcunché da salvare. Le due navi sono state riprodotte in scala 1/5, e questi modellini sono, l'uno dietro l'altro, esposti in un'ala del museo.
La Commissione arriva a escludere che l'incendio sia stato provocato da bombe di aviazione e da proiettili d'artiglieria e conclude per l'origine dolosa, considerati anche i danneggiamenti volontari inflitti dai soldati tedeschi al patrimonio archeologico del museo e il mancato utilizzo dei sistemi di spegnimento in dotazione.
Dopo quasi 80 anni però, ulteriori studi ed approfondimenti ribaltano il giudizio emesso dalla Commissione, addossando la responsabilità della distruzione delle navi romane esclusivamente ai bombardamenti alleati.
Un nuovo e completo studio di Flavio Altamura e Stefano Paolucci (2023), infatti, ha effettuato una revisione critica delle risultanze delle indagini del 1944, basandosi su un'ampia documentazione inedita e sui moderni metodi di investigazione sugli incendi. L'analisi dimostra l'infondatezza delle prove a carico delle truppe tedesche e conclude che l'unica spiegazione plausibile per l'incendio è che sia stato causato dall'impatto di proiettili dell'artiglieria alleata. La stessa sera dell'incendio almeno quattro colpi esplosivi, indirizzati verso la vicina postazione tedesca, avevano accidentalmente colpito il museo creando dei grossi fori sul tetto della struttura. Il ruolo delle esplosioni nell'innesco dell'incendio fu però arbitrariamente escluso dalla Commissione fin dai primi giorni di indagine. 

L'assoluzione dell'artiglieria alleata avvenne con il ricorso ad argomentazioni illogiche e in contraddizione con il parere dell'unico esperto di artiglieria presente tra gli inquirenti, che aveva indicato le granate come la più probabile causa del disastro. Grazie al confronto con le attuali metodologie di indagine sugli incendi, gli autori mostrano che le dinamiche e le tempistiche del rogo risultano compatibili solo con questa ipotesi di innesco accidentale. 

Le numerose contraddizioni e incongruenze rilevate nelle dichiarazioni testimoniali e negli atti della Commissione dimostrano che quella sulla colpevolezza tedesca fu una versione di comodo, condizionata dalle pressioni e dalle contingenze del periodo storico-politico della Liberazione. Altre voci e versioni alternative sulle cause del disastro che sono state avanzate nel corso degli anni (dal fuoco sfuggito agli sfollati che si erano rifugiati nel museo, alla presunta azione di abitanti della zona, partigiani o ladri di metalli) si sono inoltre rivelate completamente infondate dal punto di vista storiografico e fattuale.

## Descrizione
Grazie ad alcune scritte è stato possibile datare gli scafi all'epoca dell'imperatore Caligola (37-41 d.C.): la grandiosità delle imbarcazioni, la ricercatezza delle decorazioni e degli arredi, le stesse vicende personali dell'imperatore hanno fatto ritenere a lungo che le navi fossero luoghi di piacere. Oggi l'ipotesi più accreditata è che si trattasse invece di navi cerimoniali, destinate alla celebrazione di feste religiose, in linea con il carattere sacro del luogo. Nonostante le spoliazioni, le navi mantenevano intatta la loro imponenza: essendosi conservata la cosiddetta opera viva (la parte immersa dello scafo) era possibile apprezzarne i dettagli costruttivi e gli elementi strutturali ed il ritrovamento rivoluzionò le conoscenze della tecnica navale romana. Le navi impiegavano legno di pino, di abete e di quercia. La parte esterna della carena era rivestita da un tessuto in lana imbevuto di sostanze impermeabili, a sua volta ricoperto da fogli in piombo tenuti in sede da una fitta chiodatura.
Il primo scafo misurava 71 metri in lunghezza e 20 in larghezza; il secondo 75 metri in lunghezza e 29 in larghezza ed era caratterizzato dalla presenza di lunghi bagli posti a distanze regolari, forse destinati a portare fuori bordo le scalmiere. Degne di nota anche le due grandi ancore ritrovate: la prima in legno con ceppo in piombo della lunghezza di 5 m rappresenta l'unico esemplare di questo tipo completo, conosciuto all'epoca. La seconda, del tipo detto ammiragliato, fino a quel momento si credeva ideata dal capitano inglese Rodger nel 1851.